# Seoane (Río)
Seoane es un lugar situado en la parroquia de Argas, del municipio español de Río, en la provincia de Orense, Galicia.

## Toponimia
El topónimo deriva del latín Sanctu(m) Iohanne(m), San Juan.

## Demografía
| Gráfica de evolución demográfica de Seoane entre 2000 y 2023 |
|                                                              |
| Datos según el nomenclátor publicado por el INE.             |